# Maniitsoq
 Der er flere lokaliteter med dette navn, se Sukkertoppen (flertydig).
Maniitsoq er en by i Vestgrønland med ca. 2.600 indbyggere, og det er dermed den sjettestørste by i Grønland. Maniitsoq er en af byerne i Qeqqata Kommune. Maniitsoq-området er kendt for sin ujævne overflade.
Området er rigt på fisk og vildt, rensdyr og moskusokser. Om sommeren ses ofte store hvaler. Der er flere store fuglefjelde ved Maniitsoq.
Det vigtigste erhverv er fiskeri og fangst med velfungerende fiskeindustri og anden fødevareproduktion.
De største vandkraftpotentialer i Grønland er beliggende nordøst for Maniitsoq ved Tasersiaq og Majoqqaq.
Maniitsoq ligger på det gamle grundfjeld i det sydlige Vestgrønland, som blandt geologer kaldes det Nordatlantiske kraton. Det er omkring tre milliarder år gammelt. Maniitsoq området er rig på mineraler blandt andet nikkel, kobber, sjældne jordarters metaller, niobium, uran, fosfat, guld, platin. Ædelsten og halvædelsten som diamant, rubin, granat, korund og Maniitsoq-sten (lapis lazuli).
Fundet af en tre milliarder år gamle kraterstruktur (verdens ældste) ved Maniitsoq med en nuværende udbredelse på langt over 100 km i diameter blev offentliggjort i juni 2012.
Ved Tupertalik findes verdens ældste karbonatit-intrusion som er tre milliarder og syv millioner år gammel.
Maniitsoq er kendt for dets store alpine område som besøges af skientusiaster fra hele verden.
Den 30. juli 2013 måltes den højeste temperatur nogensinde i Grønland; 25,9 °C i Maniitsoq.
Områdets historie kan opleves i byen lokale museum, Maniitsoq Museum.